# William H. Enochs

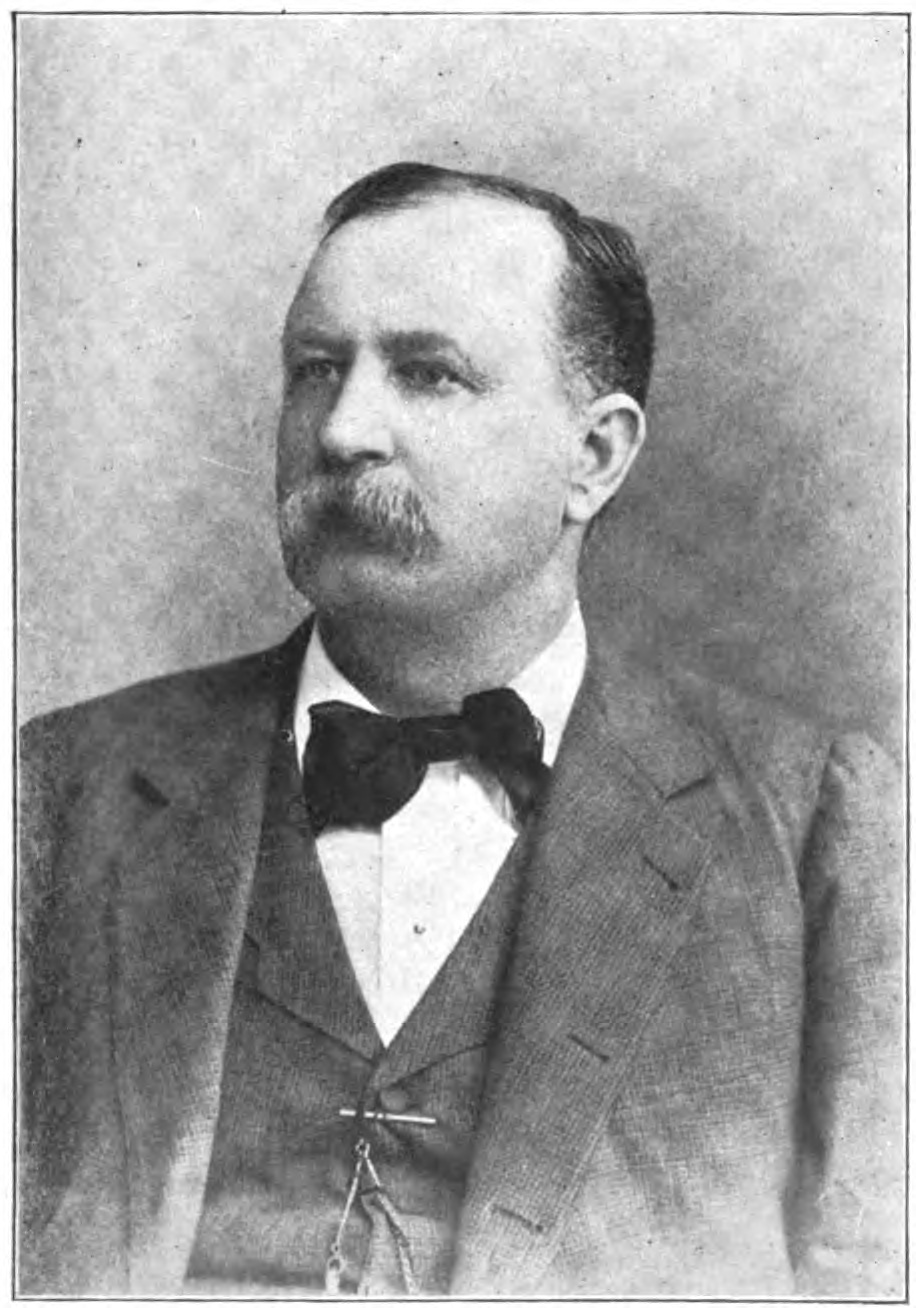
William H. Enochs

William Henry Enochs (* 29. März 1842 bei Middleburg, Noble County, Ohio; † 13. Juli 1893 in Ironton, Ohio) war ein US-amerikanischer Politiker. Zwischen 1891 und 1893 vertrat er den Bundesstaat Ohio im US-Repräsentantenhaus.

## Werdegang
William Enochs besuchte die öffentlichen Schulen seiner Heimat und studierte danach an der Ohio University in Athens. Während des Bürgerkrieges war er Offizier einer Infanterieeinheit aus West Virginia. Dabei stieg er zum Oberst und zum Brevet-Brigadegeneral auf. Nach einem anschließenden Jurastudium an der Cincinnati Law School und seiner 1866 erfolgten Zulassung als Rechtsanwalt begann er in Ironton in diesem Beruf zu arbeiten. Gleichzeitig schlug er als Mitglied der Republikanischen Partei eine politische Laufbahn ein. In den Jahren 1870 und 1871 saß er als Abgeordneter im Repräsentantenhaus von Ohio.
Bei den Kongresswahlen des Jahres 1890 wurde Enochs im zwölften Wahlbezirk von Ohio in das US-Repräsentantenhaus in Washington, D.C. gewählt, wo er am 4. März 1891 die Nachfolge von Jacob J. Pugsley antrat. Nach einer Wiederwahl konnte er bis zu seinem Tod am 13. Juli 1893 im Kongress verbleiben. Seit dem 4. März 1893 vertrat er dort als Nachfolger von Robert E. Doan den zehnten Distrikt seines Staates. Er wurde auf dem Nationalfriedhof Arlington in Virginia beigesetzt.